# Appendicospora hongkongensis
Appendicospora hongkongensis är en svampart som beskrevs av Yanna, K.D. Hyde & J. Fröhl. 1997. Appendicospora hongkongensis ingår i släktet Appendicospora, ordningen kolkärnsvampar, klassen Sordariomycetes, divisionen sporsäcksvampar och riket svampar.   Inga underarter finns listade i Catalogue of Life.